# Microlenecamptus obsoletus
Microlenecamptus obsoletus es una especie de escarabajo longicornio del género Microlenecamptus, tribu Dorcaschematini, orden Coleoptera. Fue descrita científicamente por Fairmaire en 1888.
El período de vuelo ocurre durante los meses de junio y julio.

## Descripción
Mide 7-12 milímetros de longitud.

## Distribución
Se distribuye por China.